# Le Raisin d'or
Pour plus de détails, voir Fiche technique et Distribution.
Le Raisin d'or est un téléfilm français réalisé par Joël Séria et diffusé en 1994.

## Synopsis
Une jeune américaine est envoyée chez un baron français près de Bordeaux pour relancer des vignes dans lesquelles son "boss" a investi. D'un conflit va naître l'amour entre cette jeune américaine et le baron.

## Fiche technique
Source : IMDb, sauf mention contraire
- Réalisateur : Joël Séria
- Scénariste : Jean-Jacques Tarbès et Yvon Chemla adapté d'après le roman de Jean-Michel Nakache
- Producteur(s) : Jean-Michel Nakache
- Musique du film : Alain Goraguer
- Directeur de la photographie : Yves Dahan
- Montage : Gérard Combe de Saint Jean, Hervé Didry
- Distribution des rôles : Martine Schell
- Création des décors : Lise Péault
- Création des costumes : Hélène Martel
- Société(s) de production : France 2, Lisa Productions et Radio-télévision belge de la Communauté française
- Format : Couleur
- Pays d'origine :  France
- Genre : Comédie
- Durée : 93 minutes
- Date de première diffusion : 1996 sur FRANCE 2

## Distribution
- Pierre Arditi : baron Jean de Malbray
- Cristiana Reali : Juliet Sabatou
- Bernard Pinet : André Pradel
- Jean-Jacques Tarbès : Marcel
- Jean-Manuel Florensa : Père Supérieur
- Daniel Villattes : Maître Tholon